# Grzegorz Ostalczyk
Grzegorz Ostalczyk (ur. 16 września 1951 w Łodzi) – były polski piłkarz.

## Życiorys
Występował na pozycji pomocnika lub napastnika. Wychowanek Czarnych Rozprza, skąd pod koniec lat 60. ubiegłego stulecia trafił do ŁKS-u. Jego barw bronił w latach 1969–1981. W tym czasie strzelił na ligowych boiskach ponad 20 bramek. Po zakończeniu kariery przez kilka lat był działaczem Rycerzy Wiosny.
Były reprezentant reprezentacji Polski juniorów oraz kadry do lat 23. Brat Janusza i Zbigniewa oraz wujek Tomasza Ostalczyków, którzy również grali w ŁKS-ie.